# Algocrazia
L'algocrazia, nota anche come governo degli algoritmi, regolazione algoritmica, governance algoritmica, governo algocratico o ordine giuridico algoritmico, è una forma alternativa di governo o di organizzazione sociale in cui vi è il ricorso all'uso di algoritmi informatici per applicare regolamenti, far rispettare le leggi e, più in generale, gestire qualsiasi aspetto della vita quotidiana, come i trasporti o la registrazione catastale.
Il termine è comparso nella letteratura accademica a partire dal 2013Un termine correlato, regolamentazione algoritmica, è definito come la definizione di standard, il monitoraggio e la modifica del comportamento per mezzo di algoritmi computazionali - l'automazione del sistema giudiziario rientra nel suo ambito. Nell'ambito della tecnologia blockchain, questa modalità di governance è conosciuta anche come blockchain governance.
L'algocrazia ha sollevato nuove sfide che non rientrano nei temi abitualmente trattati dalla letteratura sull’amministrazione digitale e dalla prassi dell’amministrazione pubblica. Alcune fonti la equiparano alla cyberocrazia, ovvero una forma ipotetica di governo basata sull’uso efficace delle informazioni, anche se va precisato che gli algoritmi non sono l’unico strumento per elaborare informazioni. Nello Cristianini e Teresa Scantamburlo hanno sostenuto che la combinazione di una società umana e di alcuni algoritmi di regolazione (come il punteggi basati sulla reputazione) formano una macchina sociale.